# Aprostoma planifrons
Aprostoma planifrons là một loài bọ cánh cứng trong họ Zopheridae. Loài này được Westwood miêu tả khoa học năm 1869.